# Phillips (Nebraska)
Phillips je selo u američkoj saveznoj državi Nebraska. Prema popisu stanovništva iz 2010. u njemu je živjelo 287 stanovnika.